# Vlaamse overheid
Vlaamse overheid is de term die de overheid of het openbaar bestuur zelf gebruikt voor de Belgische deelstaat Vlaanderen, met name de samenvoeging van de Vlaamse Gemeenschap en het Vlaams Gewest. Dit omvat het Vlaams Parlement, de Vlaamse Regering en de Vlaamse overheidsdiensten. Bij de samenvoeging van gemeenschap en gewest was het de bedoeling de omschrijving gemeenschap voor het geheel te gebruiken, omdat daar ook de bevoegdheden in Brussel bij horen, maar het is overheid geworden.

## Structuur

### Vlaams Parlement

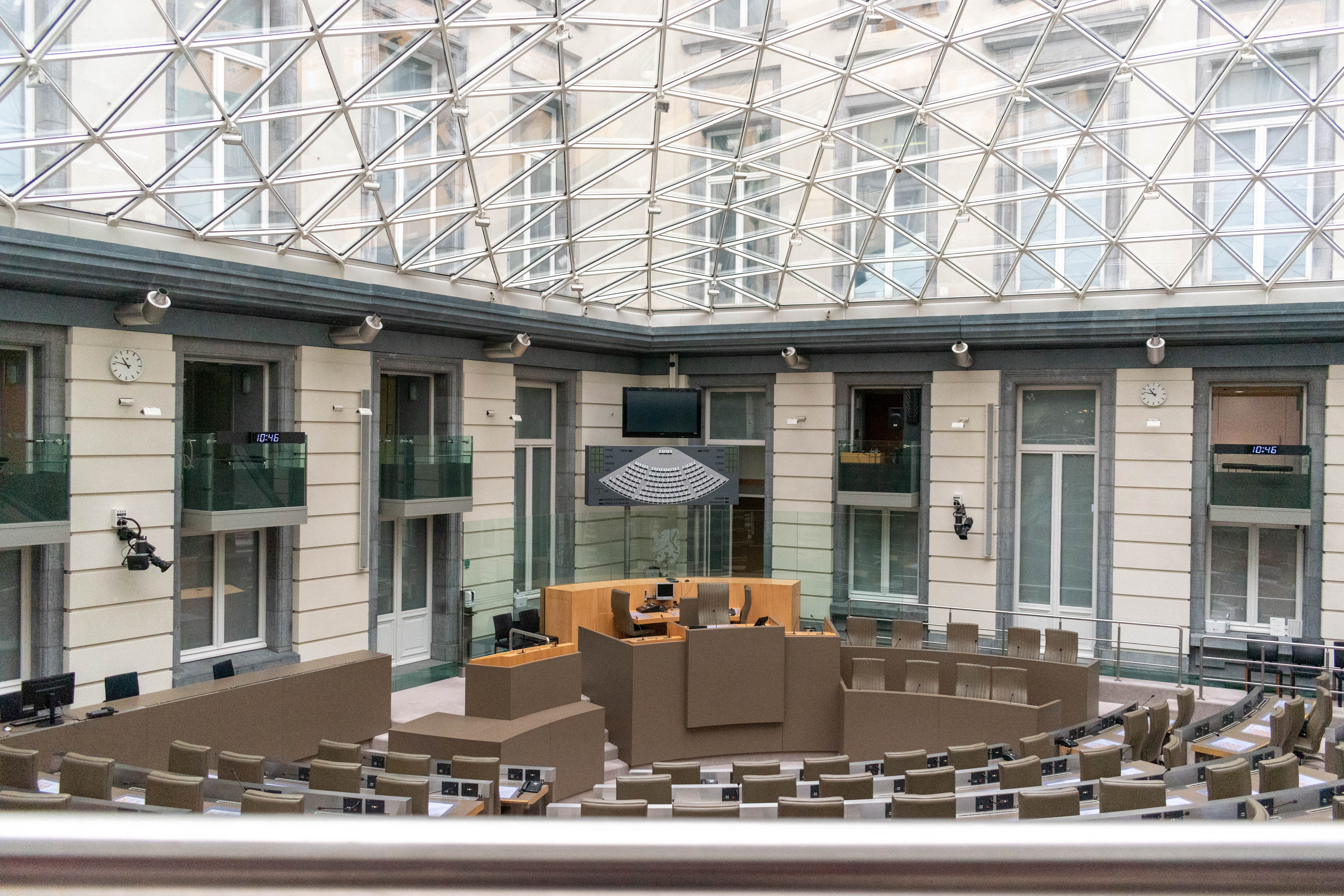
Het Vlaams Parlement te Brussel.

Het Vlaams Parlement vormt de wetgevende macht. Dit parlement vormt de volksvertegenwoordiging van Vlaanderen en zetelt in Brussel. Het telt 124 leden. Het legt de spelregels voor het openbaar bestuur in Vlaanderen vast in decreten (binnen de beperkingen van de Vlaamse wetgeving én van de Belgische grondwet). Het keurt verder elk jaar de begroting goed en controleert de werking van de regering.

### Vlaamse Regering

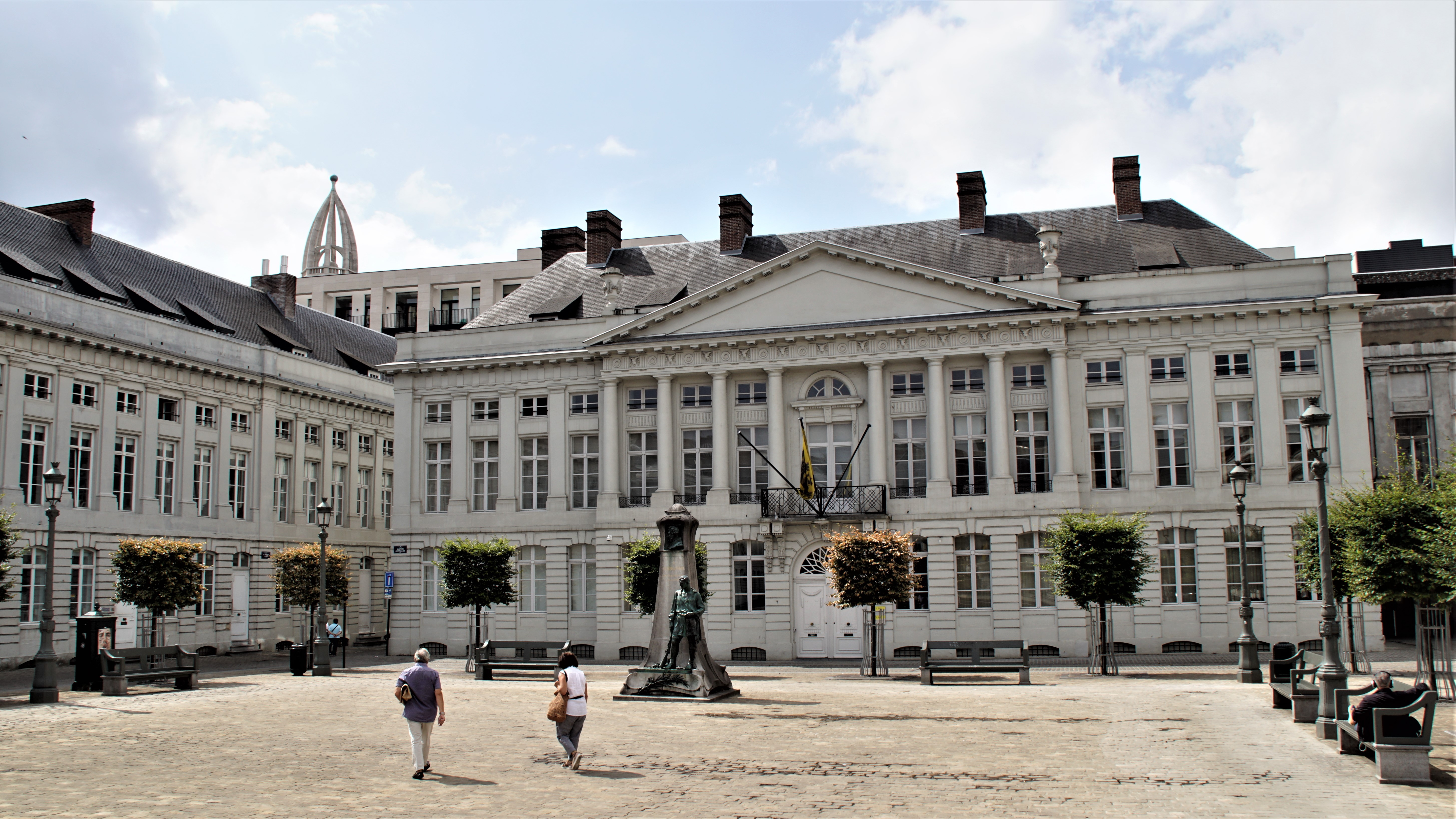
Het Martelaarsplein waar de verschillende Vlaamse ministers hun kabinet hebben, onder wie de minister-president van Vlaanderen.

De regering vormt de uitvoerende macht. Zij moet de decreten van het Vlaams Parlement uitvoeren en ze staat in voor het dagelijks bestuur van Vlaanderen. Zij kan daarvoor rekenen op een uitgebreide administratie met 48.010 personeelsleden (in 2009).

### Vlaamse diensten
De Vlaamse overheidsdiensten omvatten de departementen en agentschappen. De beleidsdomeinen zijn het overkoepelende geheel van de ondergeschikte agentschappen. Aan het hoofd van een beleidsdomein staat een minister. Zo valt het Agentschap Natuur en Bos onder het beleidsdomein Omgeving.

## Geschiedenis
In 1970 werd België ingedeeld werd in drie cultuurgemeenschappen en gewesten. Maar sinds de tweede staatshervorming van 1980 beschikt Vlaanderen over een eigen regering en parlement, waardoor de uitbouw van de overheidsdiensten mogelijk werd. Van 1980 tot 1995 zetelden de Vlaamse leden van het federale parlement in de Vlaamse Raad. Het eerste Vlaams Parlement werd samengesteld na de verkiezingen van 21 mei 1995, hierdoor is de Vlaamse overheid een relatief jonge overheid.

### 1983-2005
Tot 1 januari 2006 bestond de overheidsadministratie uit 7 departementen binnen één Ministerie van de Vlaamse Gemeenschap. Wel waren een aantal Vlaamse Openbare instellingen (VOI) zoals Kind en Gezin, De Lijn, OVAM, VRT, en VDAB. Ook werden er enkele Vlaamse Wetenschappelijke instellingen (VWI) opgericht. De Vlaamse Openbare instellingen en de Vlaamse Wetenschappelijke instellingen werkten vrij onafhankelijk en konden zelf beslissen hoe ze het overheidsbeleid uitvoerden. Daarbij stonden ze wel onder toezicht van een minister.

### 2006-2013
Het Ministerie van de Vlaamse Gemeenschap werd in 2006 grondig hervormd. Zo werden beleidsdomeinen opgericht onder de verantwoordelijkheid van een minister. Zo bestond ieder beleidsdomein uit een ministerie, op zijn beurt ingedeeld in één gelijknamig departement en een aantal agentschap|pen. Zo hielden de beleidsdomeinen zich voornamelijk bezig met beleidsvoorbereiding zoals het voorbereiden van regeringsbeslissingen. De agentschappen houden zich voornamelijk bezig met beleidsuitvoering, zoals subsidies toekennen of wegen onderhouden. Om de dialoog tussen de ministers en de leidinggevende ambtenaren te stroomlijnen, werd op 8 december 2006 een college van ambtenaren-generaal opgericht. Dit is een advies- en overlegorgaan waarin dertien topambtenaren zetelen, één per beleidsdomein. Het college kan advies verlenen aan de Vlaamse regering en standpunten innemen namens alle departementen en agentschappen. Met het regeerakkoord van 22 juli 2014 wordt dit College voor Ambtenaren-Generaal opgeheven. In de plaats komt er een voorzitterscollege dat bestaat uit de voorzitters van het Managementcomité van elk beleidsdomein.

### 2013
De regering-Peeters II in september 2013 keurde een nieuwe hervorming goed. Hierbij werd de fusie aangekondigd van een aantal agentschappen met een departement of een ander agentschap. Het regeerakkoord van 22 juli 2014 (regering-Bourgeois) voorzag in nog twaalf bijkomende fusies. Ditmaal stond ook een afslanking van het personeelsbestand op het programma. Een aantal departementen, agentschappen en adviesraden werden samengevoegd om het aantal entiteiten te beperken en de administratie te vereenvoudigen.

## Vlaamse administratieve centra

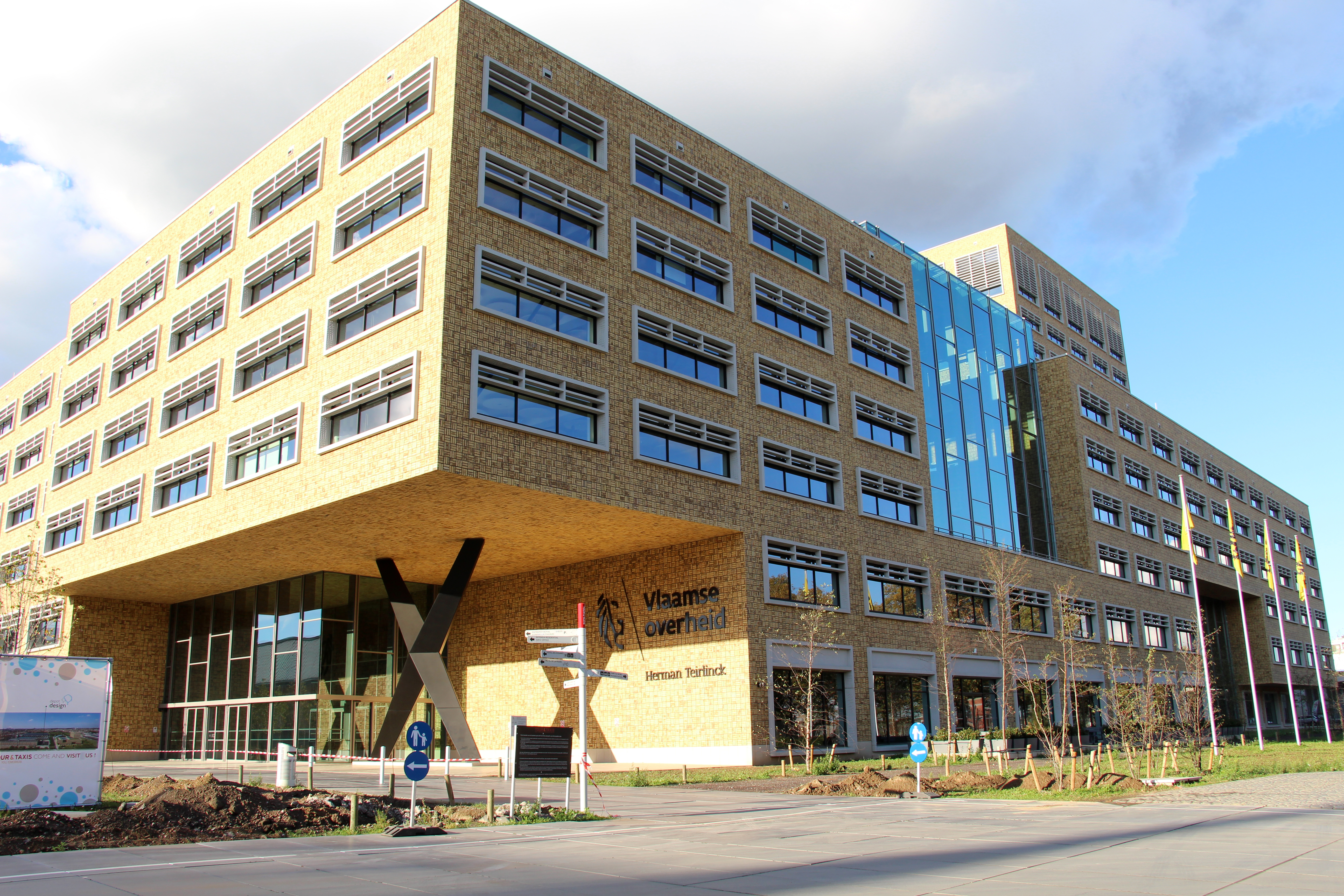
Het Herman Teirlinckgebouw van de Vlaamse overheid.

De Vlaamse overheid is sterk aanwezig in Brussel en heeft kantoren over heel Vlaanderen. In alle Vlaamse provinciehoofdplaatsen zijn er Vlaamse administratieve centra, waar verschillende buitendiensten van de Vlaamse overheid gevestigd zijn. Daarnaast heeft de Vlaamse overheid ook vestigingen in het buitenland voor diplomatieke of economische doeleinden.
| Naam                                    | Provincie       | Adres                      | Gebouw                    |
| --------------------------------------- | --------------- | -------------------------- | ------------------------- |
| Vlaams administratief centrum Brugge    | West-Vlaanderen | Koning Albert I-laan 1/2   | Jacob van Maerlantgebouw  |
| Vlaams administratief centrum Gent      | Oost-Vlaanderen | Koningin Fabiolalaan       | Virginie Lovelinggebouw   |
| Vlaams administratief centrum Antwerpen | Antwerpen       | Lange Kievitstraat 111-113 | Anna Bijnsgebouw          |
| Vlaams administratief centrum Leuven    | Vlaams-Brabant  | Diestsepoort 6             | Dirk Boutsgebouw          |
| Vlaams administratief centrum Hasselt   | Limburg         | Koningin Astridlaan 50     | Hendrik van Veldekegebouw |